# Min Mästare från Nasaret
Min Mästare från Nasaret är en psalm med text skriven 1935–1944 av Oscar Lövgren och musik skriven 1921 av Johan Olof Lindberg.

## Publicerad i
- Psalmer och Sånger 1987 som nr 383 under rubriken "Fader, Son och Ande - Jesus, vår Herre och broder".[1]